# غرداب سقاوة (مارغون)
غرداب سقاوة (بالفارسية: گرداب سقاوه) هي قرية تقع في إيران في قسم مارغون الريفي. يقدر عدد سكانها بـ 10 نسمة بحسب إحصاء 2016.